# Falciano del Massico
Falciano del Massico – miejscowość i gmina we Włoszech, w regionie Kampania, w prowincji Caserta.
Według danych na rok 2004 gminę zamieszkiwało 3827 osób, 91,1 os./km².